# Studio Ernest-Cormier
Le studio Ernest-Cormier, aussi appelé atelier Cormier, est un atelier d'artiste située au 3460 rue Saint-Urbain à Montréal au Québec (Canada). Ce bâtiment de 3 étages a été construit par l'architecte et ingénieur Ernest Cormier en 1921 et 1922 sur un terrain adjacent à l'école des beaux-arts de Montréal. Ernest Cormier utilisera l'édifice jusqu'en 1935. Il le louera ensuite à l'école des beaux-arts, pour ensuite le vendre au Gouvernement du Québec en 1944. Il sera ensuite principalement utilisé comme atelier de sculpture. Le sculpteur Charles Daudelin réalise plusieurs de ses œuvres dans ce bâtiment. Le bâtiment est classé comme immeuble patrimonial en 2016. Il est aussi située dans l'aire de protection de la maison William-Notman.

## Histoire

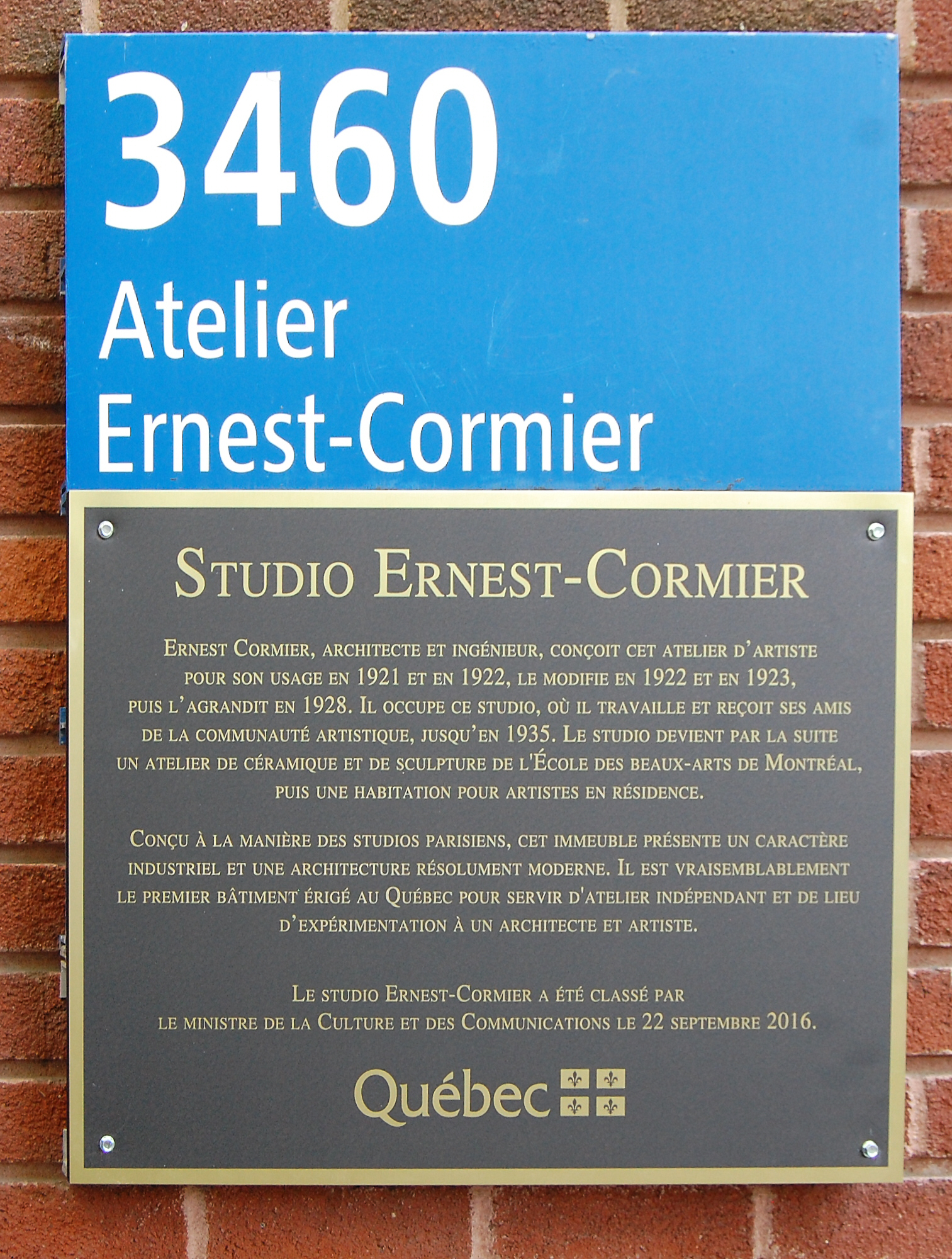
Plaque temporaire apposée au studio Ernest Cormier le 17 mai 2018

C'est en 1921, que Ernest Cormier fait l’acquisition du terrain pour y construire sont studio. Il est construit sur un terrain voisin à l'école des beaux-arts de Montréal, bâtiment qu'il a construit en 1922 et 1923 avec  son associé entre 1919 et 1923, Jean-Omer Marchand. Le studio a été construit en 1921 et 1922. Ernest Cormier engage plusieurs sous-traitant pour la réalisation des travaux, soit la Phenix Bridge pour la charpente en acier et Hyde and Sons pour la maçonnerie. 
Le bâtiment ainsi que le terrain où est situé le studio Ernest-Cormier sont classés comme immeuble patrimonial le 22 septembre 2016 par le ministère de la Culture et des Communications.

## Architecture

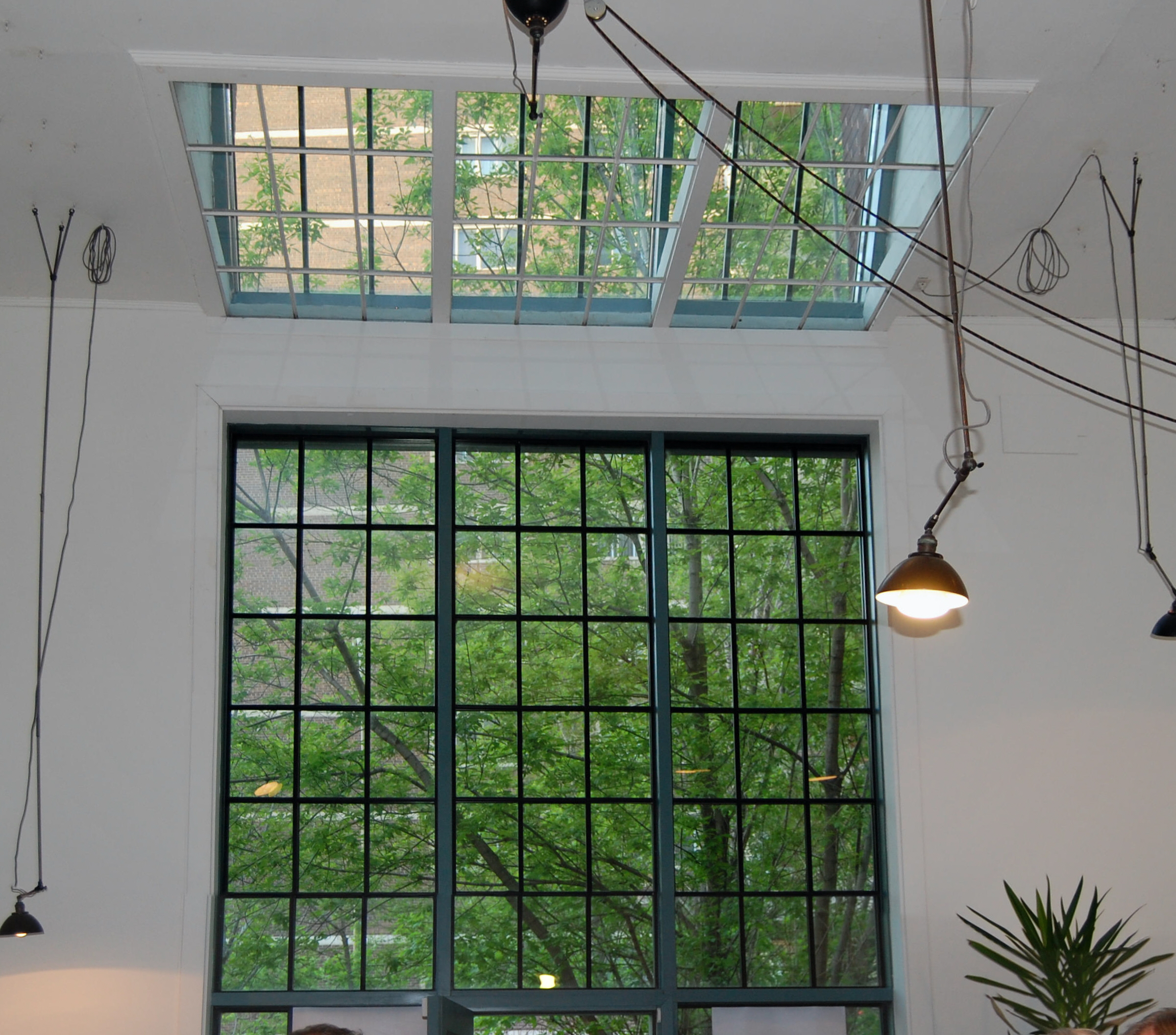
Studio Ernest Cormier, façade vitrée vue de l'intérieur.